# Зыков, Николай Никитович
Николай Никитович Зыков (1915—1968) — капитан Рабоче-крестьянской Красной Армии, участник Великой Отечественной войны, Герой Советского Союза (1944).

## Биография
Родился 1 (14) апреля 1915 года в селе Хмелинец (ныне — Задонский район Липецкой области). Окончил пять классов школы. В 1937 году был призван на службу в Рабоче-крестьянскую Красную Армию. С июня 1941 года — на фронтах Великой Отечественной войны. В 1942 году он окончил курсы младших лейтенантов. К сентябрю 1943 года лейтенант Николай Зыков командовал ротой 132-го отдельного сапёрного батальона 38-й стрелковой дивизии 40-й армии Воронежского фронта. Отличился во время битвы за Днепр.
Рота под командованием Николая Зыкова получила приказ организовать переправу через Днепр подразделений 38-й стрелковой дивизии в районе села Григоровка Каневского района Черкасской области Украинской ССР. Собрав паром, сапёры переправились на западный берег и обезвредили около 500 немецких мин. 23-30 сентября рота совершала на пароме по 18 рейсов еженощно, переправив более 2000 бойцов и командиров с вооружением и боеприпасами.
Указом Президиума Верховного Совета СССР «О присвоении звания Героя Советского Союза генералам, офицерскому, сержантскому и рядовому составу Красной Армии» от 10 января 1944 года за «образцовое выполнение боевых заданий командования на фронте борьбы с немецко-фашистскими захватчиками и проявленные при этом отвагу и геройство» был удостоен высокого звания Героя Советского Союза с вручением ордена Ленина и медали «Золотая Звезда» за номером 1876.
4 февраля 1944 года у села Голодьки Тетиевского района Киевской области привёл в исполнение приговор Военного трибунала 1-го Украинского фронта от 29 января 1944 года, вместе с тремя подчинёнными расстреляв перед строем офицеров 40-й армии и высшего командования своего бывшего командира, начдива 38-й стрелковой дивизии 40-й армии Андрея Даниловича Короткова.
После окончания войны в звании капитана был уволен в запас. Проживал в городе Елец, работал мастером цеха на заводе. Умер 6 марта 1968 года.
Был также награждён орденом Отечественной войны 1-й степени и рядом медалей.